# Jozef Psotka
Jozef Psotka (12. února 1934, Košice – 16. října 1984, Mount Everest, Nepál) byl československý sportovec, slovenský horolezec. Ve své době se jednalo o nejstaršího člověka, který dosáhl vrcholu Mount Everestu bez použití kyslíkového přístroje.

## Život
Narodil se a mládí prožil v Košicích, poté působil jako asistent na SVŠT v Bratislavě. Věnoval se horolezectví, zdolal vícero vrcholů, mezi jinými také alpský Matterhorn tzv. Bonattiho cestou (1967). Zúčastnil se řady himálajských výprav a v roce 1981 vystoupil na Kančendžengu.
Dne 15. října 1984 vylezl bez kyslíku na vrchol Mount Everestu jako první Slovák spolu se Zoltánem Demjánem a šerpou Ang Ritou. Při zpáteční cestě se od svých horolezeckých společníků oddělil a po více než 1000metrovém pádu do Západního kotle zahynul.

## Výstupy
- 1967 Bonattiho cesta na Matterhorn
- 1981 Kančendženga
- 1984 Mount Everest

## Ocenění
- Zasloužilý mistr sportu v horolezectví[1]

### Filmografie
- Pavol Barabáš: Everest - Juzek Psotka (Slovensko, 2008, 26 min) - dokument o jedné z nejvýraznějších osobností slovenského horolezectví